# 4540 Oriani
4540 Oriani este un asteroid din centura principală, descoperit pe 6 noiembrie 1988 de Oss. San Vittore.